# Milton Carlos
Milton Taciano Fantucci Filho (São Paulo, 13 de novembro de 1954 — Jundiaí, 21 de outubro de 1976), conhecido artisticamente por Milton Carlos, foi um cantor e compositor brasileiro.

## Carreira
Lançou seu primeiro LP em 1970, tendo como principais faixas "Desta vez te perdi", "Tudo parou", "Eu vou caminhar" e "Um presente para ela", compostas por ele e sua irmã, Isolda Bourdot (falecida em 2018), que também foi sua principal parceira musical.
Em 1973, gravou "Samba Quadrado" (seu principal sucesso), "Contrassenso" (com Martinha), "Você precisa saber das coisas", "Memórias do Café Nice" (Artúlio Reis e Monalisa) e "Amigos, Amigos", que foi sua primeira composição gravada por Roberto Carlos. Dois anos depois, um terceiro álbum homônimo foi lançado e, em 1976, Roberto Carlos gravou "Pelo avesso" e "Um jeito estúpido de te amar" (também de autoria de Milton Carlos e Isolda). O quarto disco do cantor, gravado em 1977, foi também seu último na carreira, com destaque para "Enredo", "Ana Cláudia", "Maria de tal" e "Saudade do Bexiga".

## Morte
Em 21 de outubro de 1976, morreu tragicamente, em decorrência de um acidente fatal de carro junto com sua noiva Mariney Lima. Tinha apenas 22 anos incompletos. Na época de sua morte, Milton Carlos fazia sucesso com uma regravação de "Dorinha meu amor" (Freitinhas).
Seu corpo foi sepultado no Cemitério da Quarta Parada, em São Paulo.

## Ligações Externas
- Milton Carlos